# 柏奇式自行火炮
伯奇式自行火炮（英語：Birch Gun，又譯作笞杖式自行火炮。）是世界上第一款實用化的自行火炮，由伍爾維奇的英國皇家兵工廠於1925年製造，它使用了維克斯中型坦克的底盤。
不過，這款車輛從來沒有被英軍高層重視過，這倒不是因爲其本身性能上的缺陷所致，而是因爲英軍高層的偏見，以及政治上的壓力，最後，迫於政治上的壓力，伯奇式自行火炮在1928年被廢棄。
另外，英軍還曾經製造過兩輛伯奇式自行火炮MK.III型，但它們從未入役過，這種衍生型號將火炮安裝在了旋轉炮塔中，使乘員的防護得以增強，不過，因爲這樣的設計使得火炮的仰角降低，所以使得有效射程減少。

## 外部連結
- Self-Propelled Field and Medium Guns